# Моноліт (книга)
«Моноліт» — дебютна збірка короткої прози Валерія Пузіка.
Вона складається з 13 оповідань, що були написані в період з 2012 по 2016 роки.
Тексти охоплюють увесь час незалежності України — від босоногого дитинства у 90-х рр. до російсько-української війни на Донбасі.
Умовний герой всіх текстів — людська пам'ять, зокрема, пам'ять людини, яка вмирає і це своєрідна хроніка подорожі духу в просторі і часі у невизначеність.
«На презентації у Миколаєві, так мені здається, я сформулював про що книга. Вона про “наших мертвих вчителів”. Звісно, кожен вкладе у це поняття щось своє, — і це правильно. Книга, по-перше, непроста, вона має декілька рівнів “повернення”; деякі персонажі переходять з оповідання в оповідання, деякі герої ховаються під позивними. Для мене “Моноліт” — це роман у тринадцяти оповіданнях, які не мають чіткої хронології. “Моноліт” — це хроніка подорожі людського духу, адже у книзі є тексти 2012 року, що були написані ще до майдану та війни, і власне тексти які писалися після повернення із зони бойових дій. І більшість текстів після війни писалися для того аби зафіксувати стан», - говорить в інтерв'ю QHA, Валерій Пузік.
Літературна критикиня Ганна Улюра у своїй рецензії на книгу «Моноліт» зазначає:  «Було б просто назвати «Моноліт» і воєнною, і антивоєнною прозою. Але навряд це буде всією правдою. Пузік пише не війну, а смерть на війні, від якої не рятують навіть повернення до «цивільного життя». Він веде двобій не з війною, а саме зі смертю. Така собі антисмертельна проза».
Оповідання, яке дало назву збірці Моноліт у 2016 році перемогло в конкурсі короткої прози «Новела по-українськи».
За збірку «Моноліт» Валерій Пузік отримав другу премію літературного конкурсу «Смолоскип» в номінації «Проза».
Книга вийшла у видавництві ДІПА в березні 2018 року.
Зміст: «Моноліт», «Гніздо», «Тлінний Адам», «1938», «На добраніч, Авдіївко!», «Запитай у ясена», «Арсен», «Віщий», «Мазура», «Самогон», «Бойові равлики», «Живий», «Параноїд».
Технічні параметри: SBN 978-617-7606-03-0
формат — 84*108/32
мова — укр
сторінок — 256